# Ormosia cerrita
Ormosia cerrita là một loài ruồi trong họ Limoniidae. Chúng phân bố ở miền Tân bắc.